# Liberty (estil)

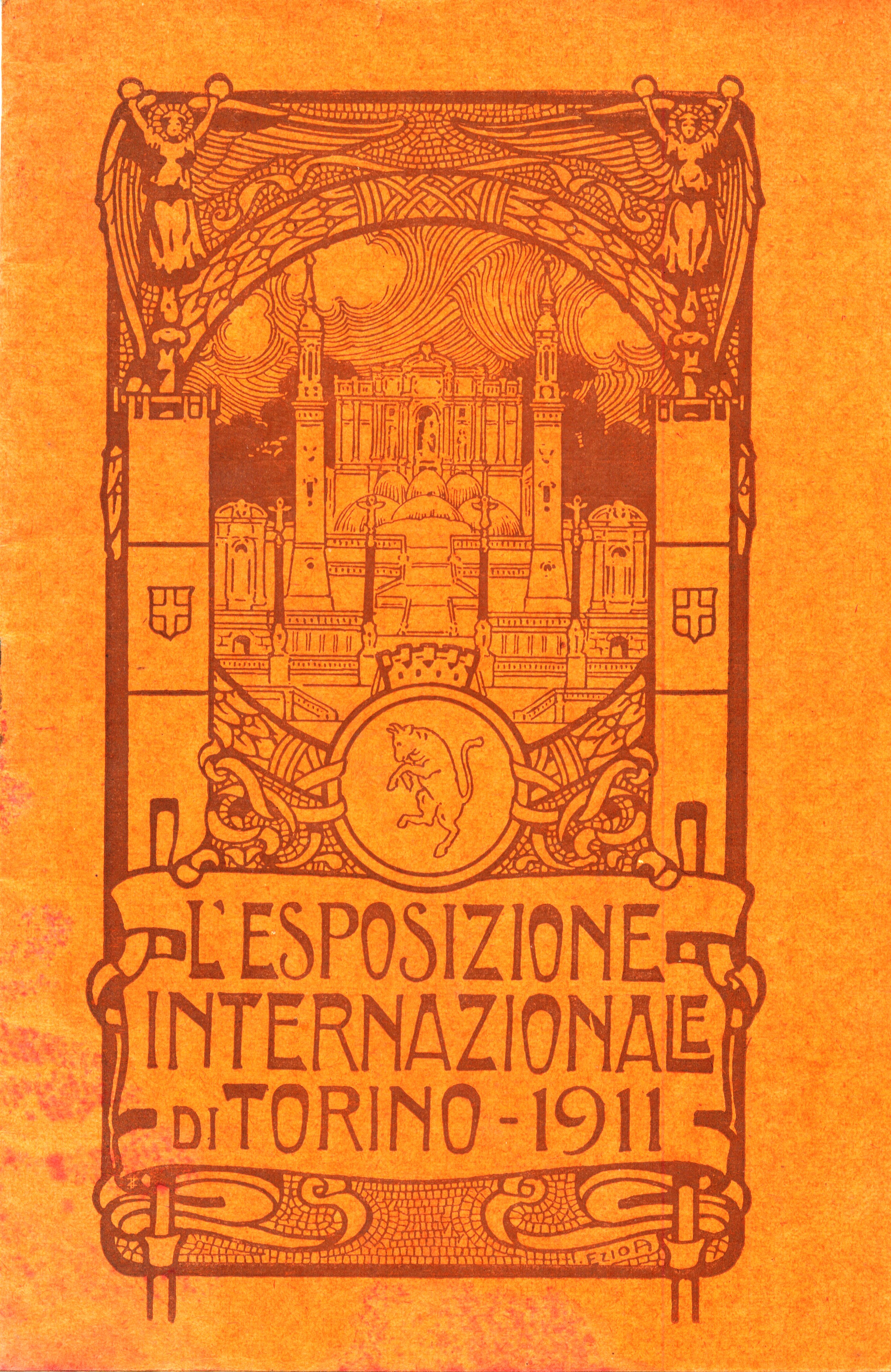
Logo de l'exposició de Torí de 1911 amb grafisme d'estil liberty

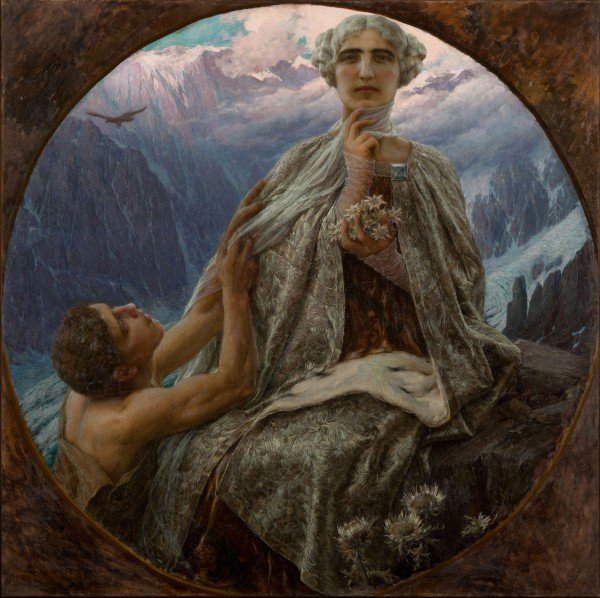
The Summit, 1912 obra art nuveau di pintor Cesare Saccaggi da Tortona

Liberty i floreale són els noms que va rebre l'adaptació italiana del moviment artístic internacional de finals del segle xix conegut com a art nouveau. A Itàlia la influència d'aquest moviment va tenir una entrada més tardana i el seu desenvolupament es pot situar entre 1895 i el 1910, amb algunes obres de 1920 encara considerades liberty però que estan plenament integrades en el període déco.
El nom de liberty deriva de la firma londinenca d'Arthur Lasenby Liberty, que tenia una botiga important a Regent Street a Londres a finals del segle xix. Aquesta botiga especialitzada en roba, teles i paper pintat, era un centre important per a la difusió del nou estil. Precisament els temes naturalistes, especialment florals, d'aquests nous elements decoratius varen ser els primers a ser introduïts a Itàlia, i d'aquí la denominació de floreale amb què també es coneixia l'estil.

## Història
El moviment transformador que va suposar l'Art Nouveau va arribar a Itàlia amb un retard d'uns pocs anys respecte d'altres països i ho va fer sobretot a partir de les arts menors i decoratives, com ara el disseny d'interiors i les arts gràfiques. El seu començament tardà i una oposició dels crítics que el consideraven un episodi menor i superficial sense poder-se elevar a la categoria d'estil artístic, varen provocar la seva vida efímera. En els seus primers anys de vida, un dels seus ferotges crítics, Arrigo Boito, afirmava que "hi ha una decoració floreale, però no una arquitectura floreale, i com no existeix estil decoratiu sense un estil arquitectònic, podem deduir que l'estil floreale no existeix".

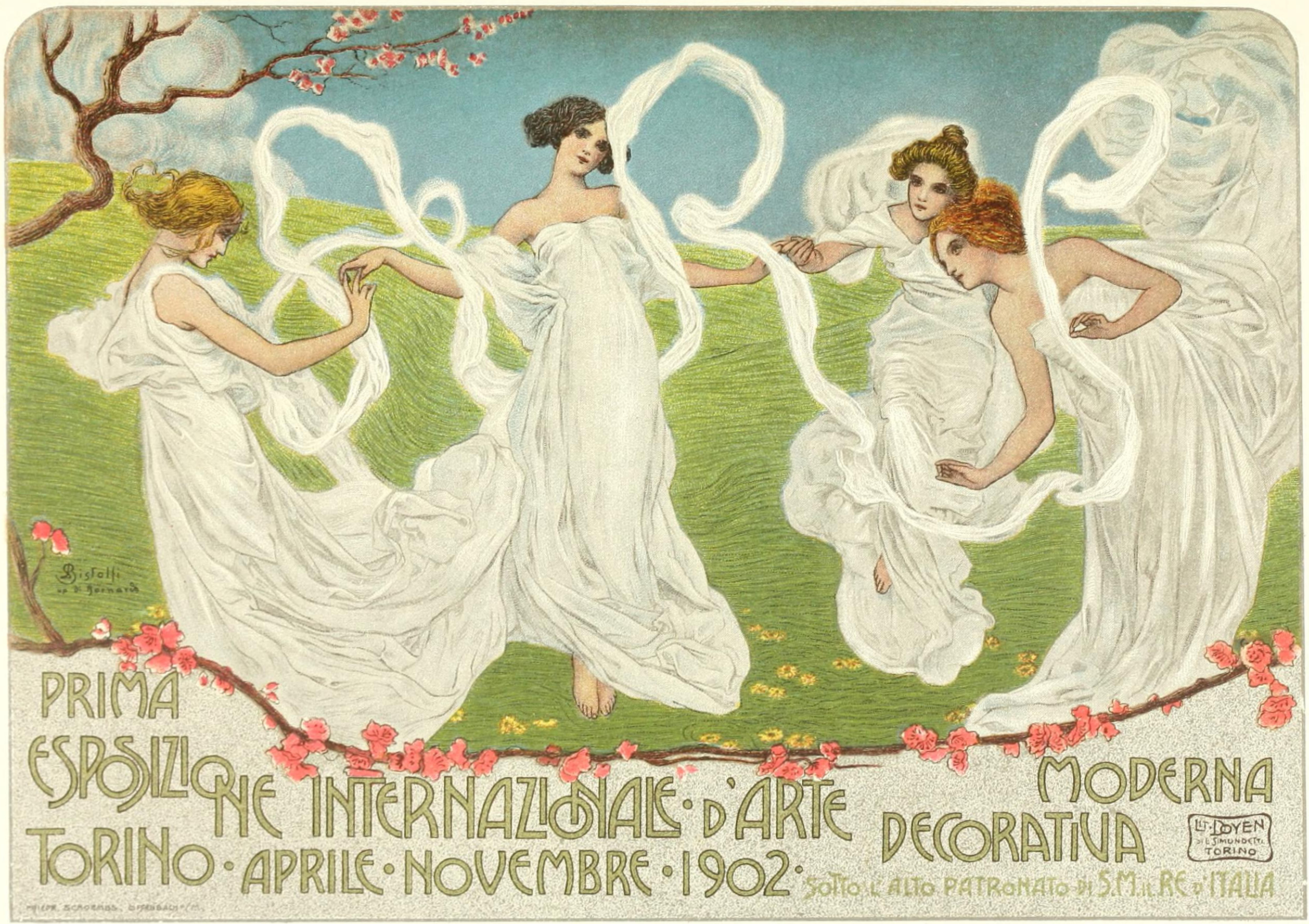
Cartell de la primera Exposició Internacional d'Art Decoratiu i Modern de 1902, obra de Leonardo Bistolfi

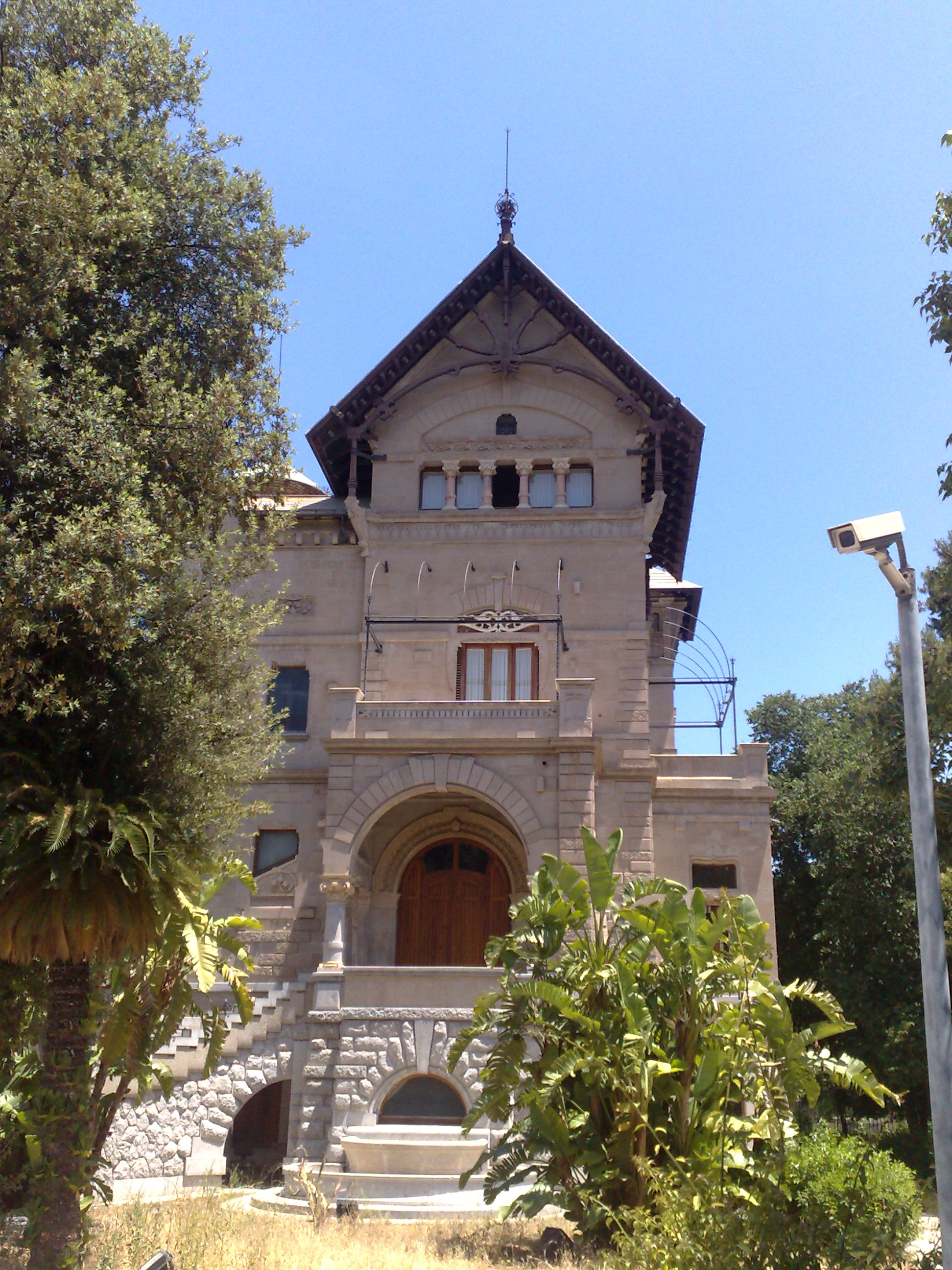
Vil·la Florio a Palerm, d'Ernesto Basile

Però el moviment liberty, tot i començar amb una vocació purament decorativa, aspirava -seguint els cànons de l'Art Nouveau- a ser un "estil integral" comptant amb el disseny arquitectònic, que estava al cor del moviment precursor. Aquesta pretensió no comptava amb el suport d'aquells que pensaven que, en matèria artística, no s'havia d'incorporar allò que havia estat "creat" fora d'Itàlia.
En aquest context es va celebrar a Torí la primera Exposició Internacional d'Art Decoratiu i Modern de 1902 que va ser el revulsiu per a encetar el debat sobre la recerca d'un estil nacional. L'èxit de públic va accelerar el procés de penetració del nou estil en el teixit urbà del centre de la ciutat. Els pavellons de l'exposició construïts al parc del Valentino, a la riba del riu Po, incorporaven motius curvilinis inspirats en un naturalisme lliure i varen influir favorablement en el desplegament arquitectònic a la ciutat, especialment als barris de San Donato i de Cit Turin, al nord-oest del centre històric. Després vindrien les edicions de l'exposició de 1903 a Venècia i de 1906 a Milà que consolidarien la popularitat del liberty a la zona nord d'Itàlia.
Però una mica abans, a la darrera dècada del segle xix, va ser a l'extrem sud del país, a Palerm, on el Liberty es va desenvolupar amb una certa autonomia respecte de la influència forana gràcies a la mà de dues figures de renom europeu, l'arquitecte i dissenyador Ernesto Basile i l'ebenista Vittorio Ducrot, ambdós responsables de la introducció de la idea d'obra d'art total al país. A Palerm l'experimentació amb les noves formes abasta des de l'arquitectura a les arts industrials i decoratives, com el ferro forjat, la ceràmica, el vidre, el mosaic i el mobiliari. L'existència d'una classe burgesa industrial i emprenedora com els Florio que van apostar pel liberty, va facilitar l'adopció del nou art. La col·laboració, des de 1899, entre Ducrot i Basile va produir autèntics escenaris liberty a la ciutat, com el menjador de l'Hotel Villa Igiea o la mateixa casa de Basile, Villa Idea, que juntament amb Villa Fassini són les dues obres principals d'aquest autor, inspirades en la tradició normanda i gòtica catalana.
Les darreres obres del moviment se situen al voltant de 1910, amb una forta influència d'eclecticisme i evolucionant cap a una arquitectura déco.

## Obra

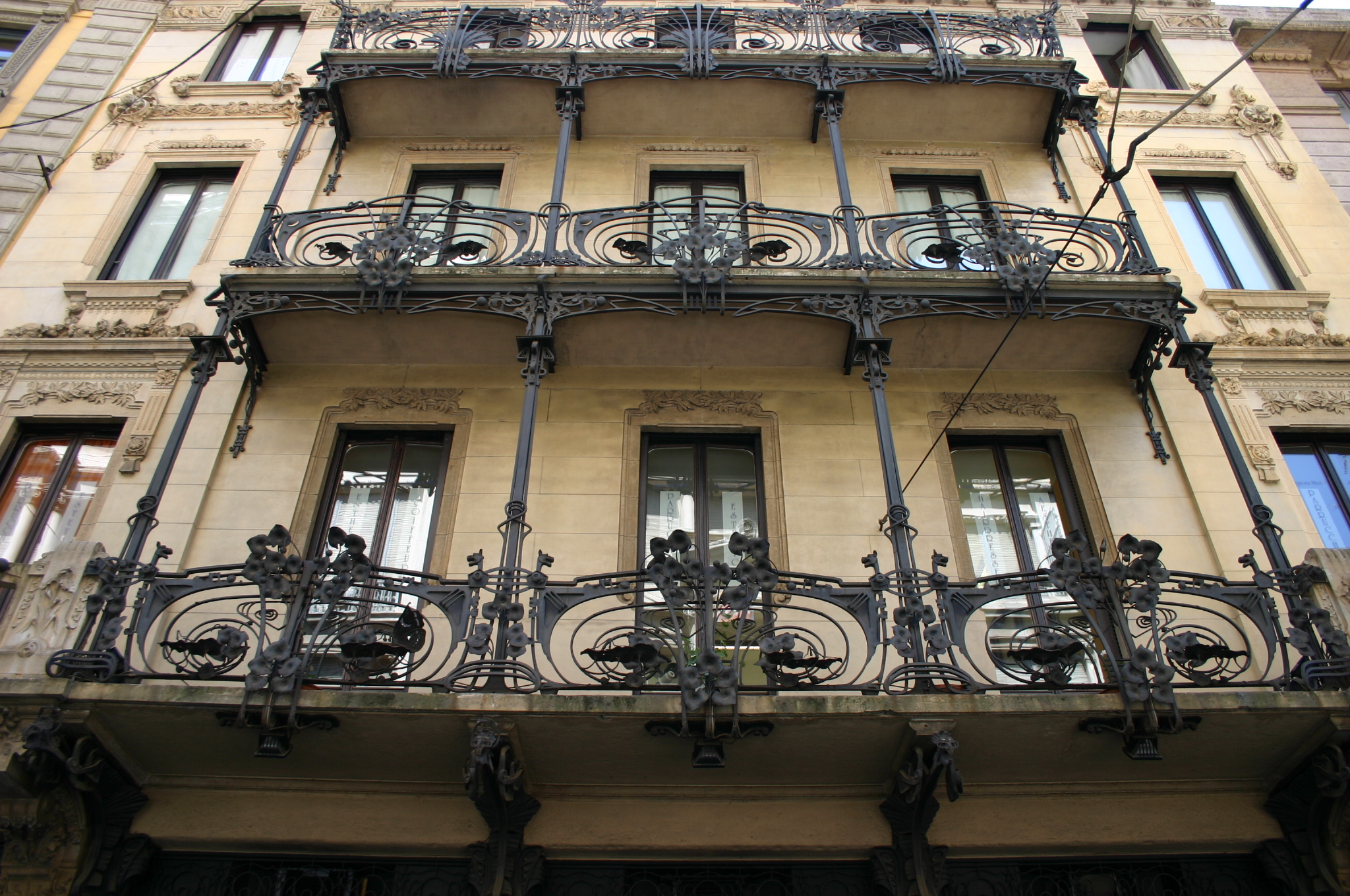
Treball de forja a Casa Ferrario de Milà, obra d'Ernesto Pirovano

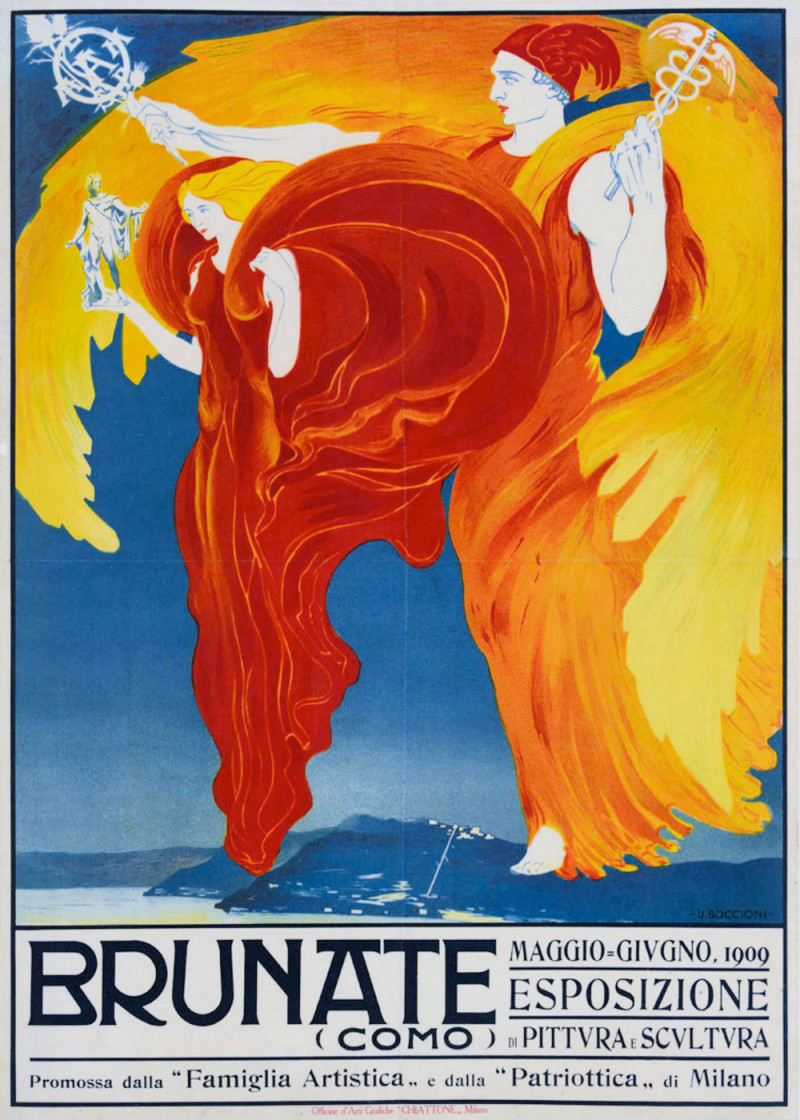
Poster d'Umberto Boccioni per a l'Exposició de Pintura i Escultura de Como de 1909

Dels diferents trets de l'Art Nouveau, el liberty incorpora de forma intensa els elements de gust floral i s'apliquen materials industrials que es conjuminen amb les tècniques artesanals més diverses: escultures de pedra natural i artificial, ferros martellejats i forjats, vitralls, mosaics, esgrafiats i decoracions de majòliques acolorides.
L'arrancada més tardana del liberty facilita recollir la diversitat formal del moviment a Europa: des dels motius curvilinis inspirats en el món vegetal i floral, propis de les obres franceses i belgues, fins a l'estilització geomètrica i l'ús de volums àlgids i compactes embellits per decoracions lapidoses o ceràmiques del Jugendstil alemany i de la Secessió austríaca.
A Torí, l'arquitectura es va desenvolupar en barris nous amb obres destacables com l'habitatge d'inspiració secessionista del pintor i escriptor Carlo Levi, el Villino Foà Levi - Treves Levi (1904), obra de Giuseppe Velati Bellini i Oreste Riccio. Per contra, al centre històric amb poques opcions urbanístiques, el liberty va ser utilitzat per transformar comerços com la cafeteria Baratti (actualment Romana Bass) de la Piazza Castello, on Giulio Casanova va fer el 1910 l'aparador modernista embellit pels bronzes del famós escultor Edoardo Rubino. Altres exemples són el Caffé Mulassano (1909) d'Antonio Vandone di Cortemilia, la joieria Musy o el Palazzo Bellia-Ducco-Migliora (1892) de Carlo Ceppi, que recupera el gòtic i el renaixement dins d'un llenguatge "modernista". A Bolonya el moviment va arribar tard, quan encara l'eclecticisme era força dominant. Amb tot, els arquitectes eclèctics locals ho van rebre amb interès i es poden trobar obres on tots dos llenguatges es combinen.
A Varese hi ha diversos habitatges de la primera dècada del 1900 d'arquitectes com Giuseppe Sommaruga, G. Ghezzi o Ulisse Stacchini.

El disseny gràfic també va tenir un espai dins el liberty a partir de 1896 quan a la revista Emporium, amb un llenguatge provinent del simbolisme, es va iniciar una sèrie d'articles de Vittorio Pica anomenats Attraverso gli albi e le cartelle que comentava l'obra gràfica d'artistes anglesos, americans i nòrdics. El 1901 va néixer Novissima que va publicar dibuixos del florentí A. Micheli, del bolonyès Augusto Majani i de Luigi Bompard, entre d'altres. Un altre dibuixant destacat va ser Aleardo Tarzi de clara inspiració secessió, qui també col·laborava amb revistes com Ars et Labor, La lettura i L'Artista Moderno. per a les que dissenyava també cartells i postals.